# Nosophora unipunctalis
Nosophora unipunctalis is een vlinder (nachtvlinder) uit de familie van de grasmotten (Crambidae). De wetenschappelijke naam van de soort is voor het eerst gepubliceerd door Arnold Andreas Friedrich Pagenstecher.
De soort komt voor in Indonesië (op Ambon).